# Charles Schmidt (Theologe)

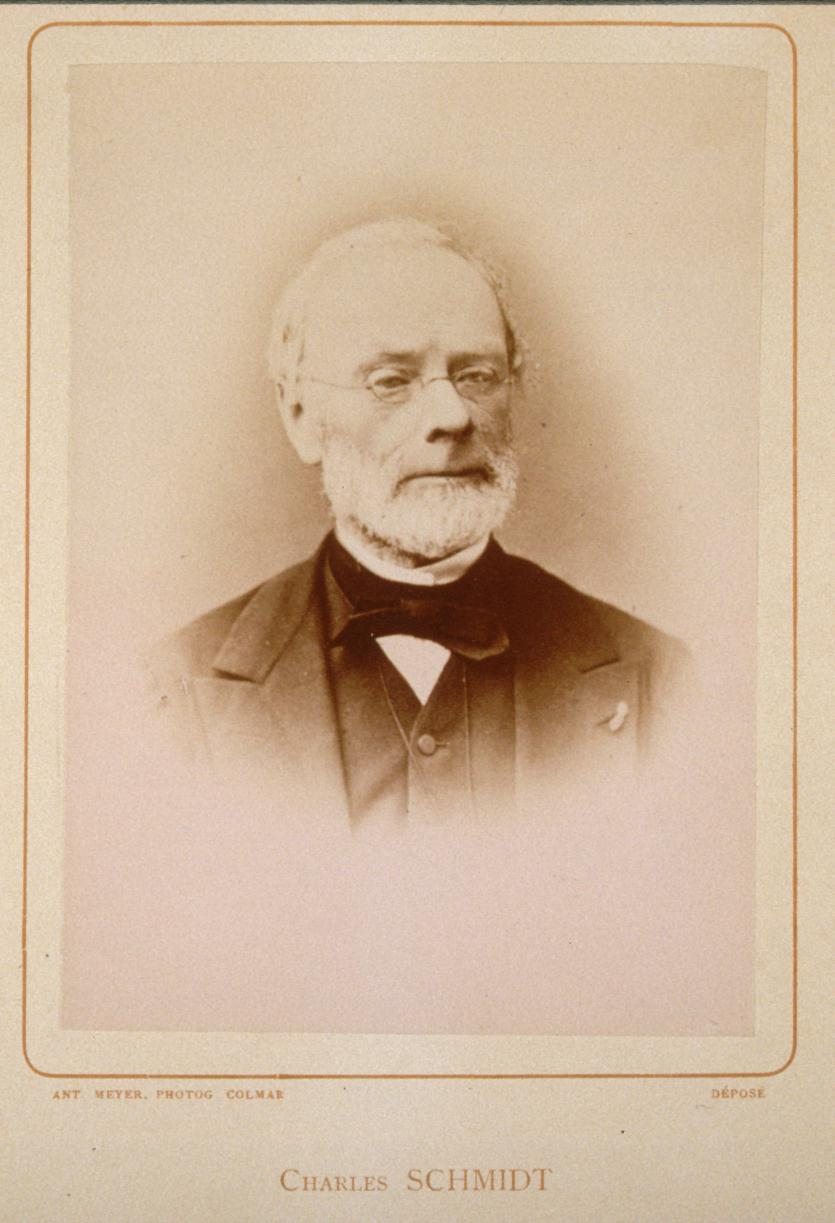
Karl (auch Charles) Schmidt 1887

Karl Wilhelm Adolph Schmidt (französisch Charles Guillaume Adolphe Schmidt; * 20. Juni 1812 in Straßburg; † 10. März 1895 ebenda) war ein elsässischer Theologe, Kirchenhistoriker und Religionswissenschaftler.

## Leben
Karl oder Charles Schmidt besuchte das Protestantische Gymnasium seiner Heimatstadt, anschließend das Protestantische Seminar  und studierte ab 1830 an der Theologischen Fakultät der Universität Straßburg. Dort erwarb er 1834 das Bakkalaureat, 1835 das Lizentiat und 1836 den theologischen Doktorgrad. Im folgenden Jahr begann er sein Lehrtätigkeit am Protestantischen Seminar und wurde dort 1839 zum Professor für Praktische Theologie berufen. 1843 wechselte er auf die Professur für Praktische Theologie an der Theologischen Fakultät. Von 1849 bis 1864 stand er dem Protestantischen Gymnasium in Straßburg als Direktor vor; nach dem Tod von André Jung übernahm er 1864 dessen Professur für Kirchengeschichte am Seminar und an der Fakultät. 1877 trat er in den Ruhestand.
In seinen Forschungen widmete Schmidt sich der Kirchengeschichte des Hoch- und Spätmittelalters, blieb aber auch seiner elsässischen Heimat sehr verbunden. Eines seiner Hauptwerke beschäftigt sich mit der Geschichte und Lehre der Sekte der Katharer oder Albigenser. Ein Historisches Wörterbuch der elsässischen Mundart: mit besonderer Berücksichtigung der früh-neuhochdeutschen Periode wurde aus seinem Nachlass herausgegeben. Schmidt war einer der Herausgeber der Sammlung Leben und ausgewählte Schriften der Väter und Begründer der lutherischen Kirche.
1878 wurde er zum auswärtigen Mitglied der Bayerischen Akademie der Wissenschaften gewählt. Ein 1872 geborener Enkel Schmidts war der Historiker und Archivar Charles Schmidt.

## Schriften (Auswahl)
- Bemerkungen über den Ursprung der Katharersecte. In: Zeitschrift für die historische Theologie. Siebzehnter Band, F. A. Brockhaus, Leipzig 1847, S. 564–596 (Google Books).
- Histoire et doctrine de la secte des Cathares ou Albigeois. Paris 1849 (zwei Bände).
- Die Katharer in Südfrankreich in der ersten Hälfte des dreizehnten Jahrhunderts. In: Beiträge zu den theologischen Wissenschaften, in Verbindung mit der theologischen Gesellschaft zu Strassburg (Eduard Reuss und Eduard Cunitz, Hrsg.), Band 1, Zweite Ausgabe, Friedrich Mauke, Jena 1851, S. 85–157 (Google Books).
- Rede am Grabe Röhrich's, nachgedruckt in der Gedenkschrift von Eduard Reuss, Karl Schmidt und Johann Wilhelm Baum: Erinnerung an Timotheus Wilhelm Röhrich. Mauke, Jena 1661, S. 17–20 (Google Books).
- Nicolaus von Basel – Leben und ausgewählte Schriften. Braumüller, Wien 1866 (Google Books).